# Nicola Magrone
Nicola Magrone (Modugno, 17 maggio 1940 – Modugno, 28 aprile 2023) è stato un politico e magistrato italiano, deputato per una legislatura (1994-1996) e sindaco di Modugno dal 10 giugno 2013 al 22 agosto 2014, e nuovamente dal 14 giugno 2015 al 6 ottobre 2020 dopo essere stato eletto al ballottaggio.

## Biografia
Dopo esperienze lavorative come capostazione nelle Ferrovie Calabro Lucane, consigliere comunale di Modugno, nel 1971 entrò in magistratura.
Agli inizi degli anni Settanta fu Pretore del lavoro a Monza, area altamente industrializzata, in coincidenza con le prime applicazioni dello Statuto dei lavoratori. Sull'onda di quelli che giornalisticamente vennero definiti "pretori d'assalto", a Monza si occupò anche di reati ambientali connessi all'insediamento di Milano 2 e al cambio di talune rotte aeree dell'Aeroporto di Milano-Linate in quanto i rumori rendevano difficoltosa la vendita degli appartamenti. Nella successiva ricostruzione di Camilla Cederna, le modifiche delle rotte erano il frutto di un'intensa attività di lobbying presso i Ministeri competenti.
Negli anni successivi assunse gli incarichi di Sostituto Procuratore a Bari dove si occupa di criminalità organizzata e sottoposto a scorta per 15 anni, Presidente della Corte d'assise di Potenza e dal 2003 al 2010 fu Procuratore Capo della Repubblica a Larino in Molise dove si occupò tra l'altro delle indagini e del dibattimento per la morte di 27 bambini e una maestra nel crollo della scuola di San Giuliano di Puglia in occasione del terremoto del 2002. Successivamente divenne Procuratore Generale aggiunto onorario presso la Corte di cassazione.
Muore il 28 aprile del 2023.

## Carriera politica
Prima di entrare in magistratura, negli anni Sessanta venne eletto consigliere comunale a Modugno.
Nel 1994 venne eletto deputato alla XII legislatura alla Camera dei deputati nel collegio 28 della circoscrizione Puglia XXI per i movimenti Italia Giusta secondo la Costituzione e Alleanza Democratica tra le file dei Progressisti. Durante quella legislatura fu, tra l'altro, membro della Commissione affari costituzionali e della Commissione stragi. 
Nel 1996 si ricandidò alla Camera nel collegio uninominale di Modugno con L'Ulivo, ma venne sconfitto dall'esponente del centrodestra. In seguito rientrò in magistratura. 
Alle elezioni comunali del 2013 fu eletto sindaco di Modugno al secondo turno con il 53,73% dei voti, all'interno di una coalizione di centro-sinistra che non vedeva il Partito Democratico tra gli alleati del primo turno L'azione amministrativa all'interno del Consiglio comunale risultò sin dall'inizio difficoltosa per i conflitti legati alla gestione del piano urbanistico di cui Magrone denunciò pubblicamente le irregolarità scoperte nel novembre 2012 dopo gli arresti, per reati di corruzione, di due sindaci e altri consiglieri delle precedenti amministrazioni.
La linea di Magrone venne osteggiata anche all'interno della stessa maggioranza fino a giungere alle dimissioni di 13 consiglieri comunali con il conseguente sciolglimento del Consiglio e la nomina di un commissario prefettizio il 22 agosto 2014. Dopo la fase del commissario prefettizio Magrone si ricandidò alle successive elezioni comunali a capo di una coalizione di liste civiche di orientamento trasversale, venendo rieletto sindaco al secondo turno con il 56,91% dei voti contro una coalizione guidata dal PD.

## Opere
- Nicola Magrone, Il piccolo libro della Costituzione, SudCritica, 2004.
- Nicola Magrone, Ti ricordi di Piazza Fontana?, Edizioni dall'Interno, Bari, 1988.
- AA.VV., Dieci "anni di piombo" sul processo penale, Edizioni dall'Interno, Bari, 1984.
- Nicola Magrone, "Il processo a Palmina", Edizioni dall'Interno, 1984.